# Mooi (Marco Borsato)
Mooi is een nummer van de Nederlandse zanger Marco Borsato uit 2015. Het is de eerste single van zijn negende Nederlandstalige album Evenwicht.
De boodschap die Borsato met het nummer wil overbrengen is om vooral te kijken naar de positieve dingen in het leven. In de bijbehorende videoclip zijn beelden uit de film Holland: Natuur in de Delta te zien. "Mooi" bereikte de 14e positie in de Nederlandse Top 40, en de 46e positie in de Vlaamse Ultratop 50.

## Hitnoteringen

### Vlaamse Ultratop 50
| Hitnotering: 24-10-2015 t/m 31-10-2015 | Hitnotering: 24-10-2015 t/m 31-10-2015 | Hitnotering: 24-10-2015 t/m 31-10-2015 | Hitnotering: 24-10-2015 t/m 31-10-2015 |
| Week                                   | 1                                      | 2                                      |                                        |
| -------------------------------------- | -------------------------------------- | -------------------------------------- | -------------------------------------- |
| Positie                                | 46                                     | 48                                     | uit                                    |

### NPO Radio 2 Top 2000
| Nummer met noteringen in de NPO Radio 2 Top 2000 | '15 | '16 | '17 | '18 | '19 | '20  | '21  |
| ------------------------------------------------ | --- | --- | --- | --- | --- | ---- | ---- |
| Mooi                                             | 543 | 477 | 791 | 777 | 876 | 1134 | 1430 |

1. ↑  Een vetgedrukt getal geeft de hoogste notering aan.
2. ↑  2015 was het eerste jaar met een notering voor dit nummer.
3. ↑  Deze tabel is bijgewerkt tot en met de laatste editie (2024).